# Freccia Vallone 1995
La Freccia Vallone 1995, cinquantanovesima edizione della corsa, si svolse il 12 aprile 1995 per un percorso di 205,5 km da Spa al muro di Huy. Fu vinta dal francese Laurent Jalabert, al traguardo in 4h51'00" alla media di 42,371 km/h.
Dei 187 ciclisti alla partenza da Spa furono in 88 a portare a termine il percorso.

## Ordine d'arrivo (Top 10)
| Pos. | Corridore            | Squadra          | Tempo    |
| ---- | -------------------- | ---------------- | -------- |
| 1    | Laurent Jalabert     | ONCE             | 4h51'00" |
| 2    | Maurizio Fondriest   | Lampre           | a 2"     |
| 3    | Evgenij Berzin       | Gewiss           | a 26"    |
| 4    | Francesco Casagrande | Mercatone Uno    | a 50"    |
| 5    | Mauro Gianetti       | Polti            | s.t.     |
| 6    | Davide Rebellin      | MG Maglificio    | a 54"    |
| 7    | Beat Zberg           | Carrera          | s.t.     |
| 8    | Francesco Frattini   | Gewiss-Ballan    | a 57"    |
| 9    | Heinz Imboden        | Refin-Mobilvetta | s.t.     |
| 10   | Steven Rooks         | TVM              | a 1'03"  |